# Дар од Бога
Дар од Бога (енгл. Godsend) је филм из 2004. 

## Улоге
| Глумац         | Улога         |
| -------------- | ------------- |
| Грег Кинир     | Пол Данкан    |
| Ребека Ромејн  | Џеси Данкан   |
| Роберт де Ниро | Ричард Велс   |
| Камерон Брајт  | Адам Данкан   |
| Џенет Бејли    | Кора Вилијамс |
| Зои Палмер     | Сузан Пирс    |

## Зарада
- Зарада у САД -  14.379.751 $
- Зарада у иностранству - 15.734.736 $
- Зарада у свету - 30.114.487  $